# Jack Ragland
Jack Williamson Ragland (Hutchinson, 9 ottobre 1913 – Tucson, 14 giugno 1996) è stato un cestista statunitense.

## Carriera
Vinse la medaglia d'oro con la nazionale di pallacanestro degli Stati Uniti alle Olimpiadi di Berlino 1936, giocando due gare.
Giocò 4 anni nella AAU con i Globe Refiners, con cui vinse il titolo nel 1936, e con i Phillips 66ers.

## Palmarès
- Torneo Olimpico: 1
Stati Uniti: 1936